# 最高裁判所裁判官任命諮問委員会設置法案
最高裁判所裁判官任命諮問委員会設置法案（さいこうさいばんしょさいばんかんにんめいしもんいいんかいせっちほうあん）とは内閣が最高裁判所裁判官を任命するにあたって諮問される委員会に関する法律案。

## 概要
以下のことについて規定している。最高裁裁判官人事を内閣の裁量から国民的な基盤を持った選考に変えることを狙いとしている。
- 最高裁判所裁判官任命諮問委員会の設置だけでなく、その組織、運営についても法律をもって具体的に規定。
- 内閣は、最高裁判所裁判官の指名または任命を行うには、最高裁判所裁判官任命諮問委員会に諮問しなければならない。
- 任命諮問委員会は、委員20人をもって組織することとし、衆議院議長、参議院議長、最高裁判所長官、検事総長、日本弁護士連合会会長及び最高裁判所指名の裁判官5名、日本弁護士連合会指名の弁護士5名、さらに内閣指名の学識経験者2名、日本学術会議指名の学識経験者3名。
- 任命諮問委員会が答申する候補者の数は、内閣の任命権と同委員会の権威保持との調和を考慮して、最高裁長官については2人以内、最高裁判事については任命予定者の2倍以内とする。
- 任命諮問委員会は、裁判官の適任者として候補者を推薦するに至った理由を、内閣に答申すると同時にこれを広く国民の前に公表することとする。

1970年代の司法の危機と呼ばれた時期を経て裁判所の機構が注目される中で、革新勢力が中心となって司法問題を巡る国民運動となったことを受けて、日本社会党が中心となって立案した。1975年から1980年にわたって日本社会党が国会に5回提出されたが、いずれも審議未了で廃案となっている。